# 袁世硕
袁世硕（1929年—），男，汉族，山东兖州人，中国古典文学研究家，曾任山东大学教授、博士生导师。